# Loboptera juergeni
Loboptera juergeni är en kackerlacksart som beskrevs av Bohn 1990. Loboptera juergeni ingår i släktet Loboptera och familjen småkackerlackor.
Artens utbredningsområde är Spanien. Inga underarter finns listade i Catalogue of Life.